# Центральної усадьби племзавода імені Максима Горького
Центральної уса́дьби племзаво́да імені Максима Горького (рос. Центральной усадьбы племзавода имени Максима Горького, башк. Максим Горький исемендәге токомсолоҡ заводының Үҙәк усадьбаһы) — село у складі Белебеївського району Башкортостану, Росія. Адміністративний центр Максим-Горьківської сільської ради.
Населення — 993 особи (2010; 934 в 2002).
Національний склад:
- росіяни — 50 %